# Arnold Herdlitczka
Arnold Rudolf Herdlitczka,  (* 6. April 1896 in Budapest; † 15. August 1984 in Salzburg) war ein österreichischer Rechtswissenschaftler. Er wirkte von 1935 bis 1967 als Professor für Römisches Recht und bürgerliches Recht an der Universität Innsbruck mit politisch bedingter Unterbrechung von 1939 bis 1945.

## Leben
Arnold Rudolf Herdlitczka, der Sohn des Offiziers Arnold Herdlitczka, besuchte das Akademische Gymnasium in Wien I. Nach der Matura (1914) trat er im November 1914 die Offizierslaufbahn bei der Artillerie an. Im Ersten Weltkrieg nahm er an den Feldzügen in den Karpaten, in Montenegro und Albanien teil. Er diente bei den Luftfahrttruppen und wurde mehrfach ausgezeichnet. Im April 1919 verließ er das Militär und nahm ein Studium an der Technischen Universität Wien auf. 1921 wechselte er an die Juristische Fakultät der Universität Wien.
Nach der 1925 erfolgten Promotion zum Dr. iur. legte Herdlitczka die Prüfung für den wissenschaftlichen Bibliotheksdienst ab und arbeitete anschließend bis März 1935 als Bibliothekar an der Österreichischen Nationalbibliothek. Während dieser Zeit beschäftigte er sich intensiv mit dem römischen Recht und habilitierte sich auch für dieses Fach im Sommersemester 1931 bei Friedrich von Woess.
Bereits 1934 erhielt Herdlitczka einen Ruf an die Universität Innsbruck, wo er zum 1. April 1935 zum außerordentlichen Professor der Rechts- und Staatswissenschaften ernannt wurde. In seiner Antrittsvorlesung im Jahr 1936 würdigte er die Bedeutung des Christentums für die europäische Rechtsentwicklung. Im Kollegium gewann Herdlitczka solche Anerkennung, dass die Professoren ihn bereits 1937 zum Ordinarius vorschlugen. Dieser Aufstieg, wie die akademische Laufbahn insgesamt, wurde Herdlitczka nach dem Anschluss Österreichs an das Deutsche Reich verwehrt. Den Nationalsozialisten war er politisch missliebig, vor allem wegen seiner Antrittsvorlesung. Der Reichskommissar für die Wiedervereinigung Österreichs teilte ihm am 9. November 1939 mit, dass er zum Monatsende in den Ruhestand versetzt werde. Gegen diese Maßnahme legte Herdlitczka Protest ein. Er richtete einen Rekurs an das Innenministerium und erreichte damit, dass er rechtmäßig zum 1. März 1940 in den Ruhestand versetzt wurde.
Damit war Herdlitcka aus der Universität ausgeschlossen. Der Dekan Adolf Günther beantragte am 10. Januar 1940 seine Neueinstellung, jedoch ohne Erfolg. Herdlitczka arbeitete ab Mai 1941 als Bankbeamter bei einer Bauspar-Kreditgesellschaft.
Im Mai 1945, unmittelbar nach der Befreiung Tirols, lud der Rektor K. Brunner Herdlitczka ein, seine Lehrtätigkeit wieder aufzunehmen. Seine Ernennung zum Ordinarius, die von der Fakultät befürwortet wurde, kam erst 1948 zustande. Die Fakultät hatte die Ernennung am 5. November 1945 beim Staatskommissar für unmittelbare Bundesangelegenheiten im Lande Tirol beantragt. Bereits drei Tage später entsprach der Kommissar dem Antrag, aber das bald darauf errichtete Bundesministerium für Unterricht erkannte die Ernennung vorerst nicht an. An der Universität kam Herdlitczka durch sein Ansehen zu hohen Ehren: 1947 wurde er zum Senator gewählt, 1948 zum Dekan, 1951 erneut zum Senator, 1953 erneut zum Dekan, 1955 zum Rektor und 1964 zum dritten Mal zum Senator und 1965 wiederum zum Dekan. 1967 wurde er im Alter von 72 Jahren emeritiert, vertrat aber seinen Lehrstuhl noch bis zur Neubesetzung und wirkte anschließend noch bis 1971 als Honorarprofessor an der Universität Salzburg.
Er war Mitglied der katholischen Studentenverbindungen KÖStV Aargau Wien (seit 1915), KÖHV Leopoldina Innsbruck (seit 1945) und AV Austria Innsbruck (seit 1946) im ÖCV.

## Leistungen
Herdlitczka beschäftigte sich seit seinem Studium mit dem römischen Recht, zu dem er in den 30er Jahren mehrere grundlegende Studien veröffentlichte. In den 1940er Jahren verfasste er ein dreibändiges Lehrbuch des römischen Rechts. Als Spezialist für Rechtsvergleiche qualifizierte er sich auch für das geltende Recht. Ab 1946 gab er mit Godehard Josef Ebers und Franz Gschnitzer die Zeitschrift für österreichisches Recht und vergleichende Rechtswissenschaft heraus. Seit den 1930er Jahren behinderte ihn ein Augenleiden aus dem Ersten Weltkrieg bei seiner wissenschaftlichen Arbeit, später kam dazu seine Tätigkeit in der Universitätsverwaltung.
Für seine Lebensleistung wurde Herdlitczka von mehreren Seiten ausgezeichnet. 1968 verlieh ihm der Bundespräsident das Große Silberne Ehrenzeichen für Verdienste um die Republik Österreich, zu seinem 75. Geburtstag erschien eine Festschrift.